# Ronald Darby
(en) Statistiques sur pro-football-reference
Ronald Darby, né le 2 janvier 1994 à Oxon Hill dans le Maryland, est un sportif professionnel américain de football américain jouant au poste de cornerback dans la National Football League (NFL) depuis la saison 2015.
Sélectionné en 50e choix global lors du deuxième tour de la draft 2015 de la NFL par la franchise des Bills de Buffalo, il y joue pendant deux saisons (2015-2016) avant d'être échangé aux Eagles de Philadelphie où il remporte 41 à 33 le Super Bowl LII joué contre les Patriots de la Nouvelle-Angleterre. Il rejoint ensuite la Washington Football Team (2020), les Broncos de Denver (2021-2022), les Ravens de Baltimore (2023) et les Jaguars de Jacksonville en 2024. Avec les Bills, il est sélectionné dans l'équipe des meilleurs rookie de la saison 2015 par la PFWA (en).
Au niveau universitaire, il a joué pour les Seminoles de l'université d'État de Floride pendant trois saisons (2012-2014) dans la NCAA Division I FBS et son Atlantic Coast Conference. Désigné meilleur défenseur rookie de la saison 2012 en ACC, il remporte le championnat universitaire 2013 en battant en finale les Tigers d'Auburn sur le score de 34 à 31.
Darby est également un sprinter, ayant remporté plusieurs médailles aux championnats du monde junior d'athlétisme 2011,.